# Cryptogramma raddeana
Cryptogramma raddeana là một loài thực vật có mạch trong họ Adiantaceae. Loài này được Fomin miêu tả khoa học đầu tiên năm 1929.